# Татарская Дымская
Татарская Дымская (тат. Татар Димескәе, Димескәй) — село в Бугульминском районе Татарстана, административный центр Татарско-Дымского сельского поселения.

## География
Село расположено в 27 км к юго-востоку от Бугульмы, на правом берегу реки Дымка. На юге Татарская Дымская граничит с Оренбургской областью.
В 5 км западнее села располагается ботанический памятник природы «Татарско-Дымская поляна» (1989 г.), наиболее возвышенная часть рельефа РТ (340 м).

## История
Село Татарская Дымская основано в 1730-е гг. как почтовая станция на Новомосковской дороге. В дореволюционных источниках упоминается  под названием Дымская. В 18-19 вв. предки современного татарского населения относились к разным  сословным категориям. В материалах 3-й ревизии (1762 г.) в деревне "Дымской"  были учтены 15 душ муж. пола ясачных татар, ещё 137 душ числились в "деревне Демской".  Во  время 4-й ревизии (1782 г.),здесь проживали 164 души ясачных татар и 6 душ тептярей, входивших в команду старшины Нагабайка Асанова.
В «Списке населённых мест Российской империи», изданном в 1864 году по сведениям 1859 года, населённый пункт упомянут как казённая и башкирская деревня Дымская 4-го стана Бугульминского уезда Самарской губернии. Располагалась по упразднённому Оренбургскому тракту, при реке Дымке, в 24 верстах от уездного города Бугульмы и в 22 верстах от становой квартиры в казённом селе Ефановка (Крым-Сарай, Орловка, Хуторское). В деревне, в 177 дворах проживали 971 человек (492 мужчины и 479 женщин), была мечеть.

## Население
| 1795 | 1859 | 1889 | 1897 | 1910 | 1920 | 1926 | 1938 | 1949 | 1958 | 1970 | 1979 | 1989 | 2002 | 2010 | 2015 |
| ---- | ---- | ---- | ---- | ---- | ---- | ---- | ---- | ---- | ---- | ---- | ---- | ---- | ---- | ---- | ---- |
| 449  | 971  | 1527 | 1865 | 2481 | 2481 | 1994 | 1139 | 835  | 722  | 915  | 760  | 681  | 675  | 606  | 634  |

Национальный состав
Согласно результатам переписи 2002 года, в национальной структуре населения села татары составляли 94 %.

## Известные уроженцы
- Д.Г. Рахматуллин (1951-2007) - живописец, монументалист, член Союза художников РФ.
- Е.А. Тимерзянов (р. 1931) — заслуженный тренер РСФСР и СССР (тяжёлая атлетика), заслуженный работник физической культуры ТАССР, его имя носит детско-юношеская спортивная школа «Юность» (г. Бугульма).

## Социальная инфраструктура
В селе действуют неполная средняя школа, детский сад «Умырзая» (с 1985 г., в 2013 г. переведён в здание школы), фельдшерско-акушерский пункт (в 2013 г. построено новое здание), дом культуры (в 1962 г. построено новое здание), библиотека, мечеть «Жэмиг» (с 1995 г.). При доме культуры функционируют: детский фольклорный коллектив «Чишма» (с 1972 г.; основатель — Р.М.Зайнуллина; руководитель Г.В.Рахимова), детский театральный коллектив «Мизгель» (руководитель — З.У.Камалиева), танцевальный коллектив «Шома бас» (руководитель — Р.Д.Шайхуллина), вокальный коллектив «Ай, былбылым» (руководитель — И.В.Миннекаева), театральный коллектив «Хыял» (с 1992 г. народный; руководитель — З.У.Камалиева).